# Hylaeus cervinus
Hylaeus cervinus là một loài Hymenoptera trong họ Colletidae. Loài này được Warncke mô tả khoa học năm 1992.